# Принтц, Николай Густавович
Николай Густавович Принтц (Принц) (1836—1915) — русский экономист; действительный тайный советник, сенатор.

## Биография
Родился 8 (20) января 1835 года (или в 1836).
По окончании курса в Императорском училище правоведения вступил в службу 15 мая 1854 года в канцелярию 1-го Департамента Сената. В 1855—1858 годах был младшим помощником столоначальника VI отделения департамента министерства юстиции. В 1858 году был назначен секретарём 1-го департамента Сената, а затем, в том же году, — товарищем председателя Новгородской палаты гражданского суда (до 1863 года). В 1862 году назначен членом-редактором в комиссию, учреждённую при государственной канцелярии, для составления проектов законоположений о преобразовании судебной части. 
В 1863 году был назначен Симбирским губернским прокурором, в 1866 году — Санкт-Петербургским губернским прокурором. В том же году назначен председателем Псковского окружного суда, а в 1867 году переведён на должность председателя Воронежского окружного суда; с 30 октября 1869 года — действительный статский советник. В 1870 году назначен председателем департамента Харьковской судебной палаты. 
С 18 декабря 1877 года был назначен к присутствованию в Гражданском кассационном департаменте Правительствующего Сената с производством в тайные советники. В 1892 году перемещён в соединённое присутствие 1-го и кассационного департаментов. С 1896 года был в первом общем собрании (1-й и 2-й департаменты и департамент Герольдии) Сената.
Умер 3 (16) мая 1905 года. Похоронен в Санкт-Петербурге, на кладбище Новодевичья монастыря.

## Награды
- орден Св. Анны 2-й ст. (1862)
- орден Св. Владимира 3-й ст (1867)
- орден Св. Станислава 1-й ст. (1872)
- орден Св. Анны 1-й ст. (1881)
- орден Св. Владимира 2-й ст (1886)
- орден Белого орла (1890)
- орден Св. Александра Невского (1895)